# Баянхонгор
Баянхонгор — місто в центрі Монголії, центр однойменного аймаку. Місто розташоване на трансмонгольській автомагістралі.

## Промисловість, торгівля
У місті є харчові, взуттєві, швейні підприємства, АЗС, базар, магазини.

## Інвестиції та будівництво
У 2007 році було оприлюднено проєкт будівництва через територію Монголії залізниці з Китаю в Росію у рамках перспективного проєкту розвитку транспорту РФ до 2020 року. Залізниця з'єднає місто Кизил із залізницею на території Монголії. При цьому пропонується два варіанти будівництва, один з них має пройти через аймак Баянхонгор.

Від Арвайхеєра на схід до Баянхонгора (200 км) йде «Дорога тисячоліття», будівництво якої ведеться.

## Транспорт
У місті є аеропорт який розташовано в 1 кілометрі від центру міста. Аеропорт обслуговує тільки внутрішні рейси.

## Клімат
| Клімат                                     | Клімат | Клімат | Клімат | Клімат | Клімат | Клімат | Клімат | Клімат | Клімат | Клімат | Клімат | Клімат | Клімат |
| Показник                                   | Січ.   | Лют.   | Бер.   | Квіт.  | Трав.  | Черв.  | Лип.   | Серп.  | Вер.   | Жовт.  | Лист.  | Груд.  |        |
| Абсолютний максимум, °C                    | 1,9    | 11,6   | 16,4   | 24,4   | 28,3   | 32,3   | 34,4   | 33,5   | 28,6   | 23,5   | 13,6   | 7,0    |        |
| Середній максимум, °C                      | −11,4  | −7,2   | −1,1   | 8,9    | 17,4   | 22,1   | 23,0   | 21,5   | 15,9   | 7,6    | −3,1   | −9,5   |        |
| Середня температура, °C                    | −18,3  | −16,2  | −8,2   | 0,9    | 9,6    | 15,0   | 16,2   | 14,5   | 8,2    | −0,1   | −10,9  | −17    |        |
| Середній мінімум, °C                       | −23,7  | −22,4  | −14,8  | −5,8   | 2,0    | 7,9    | 10,1   | 8,2    | 2,1    | −5,7   | −16,1  | −22,1  |        |
| Абсолютний мінімум, °C                     | −38,1  | −38,8  | −31,5  | −23,1  | −15    | −4,5   | 1,6    | −1,5   | −11,2  | −24,7  | −34,5  | −39,9  |        |
| Середня кількість сонячних годин на місяць | 260,5  | 223,7  | 271,5  | 275,1  | 320,1  | 309,6  | 308,8  | 293,2  | 280,8  | 261,7  | 220,6  | 205,4  |        |
| Норма опадів, мм                           | 2.0    | 2.8    | 4.1    | 8.6    | 14.4   | 33.3   | 56.2   | 48.2   | 18.3   | 7.0    | 2.7    | 1.8    |        |
| Днів з опадами                             | 0,7    | 0,8    | 1,1    | 1,7    | 2,3    | 5,2    | 8,0    | 5,5    | 2,7    | 1,3    | 0,8    | 0,4    |        |
| ------------------------------------------ | ------ | ------ | ------ | ------ | ------ | ------ | ------ | ------ | ------ | ------ | ------ | ------ | ------ |
| Джерело: NOAA (1962-1990)                  |        |        |        |        |        |        |        |        |        |        |        |        |        |